# Sandra de Oliveira
Sandra Silva de Oliveira (Rio de Janeiro, 19 de setembro de 1973) é uma handebolista brasileira. Ela representou o Brasil no torneio feminino nos Jogos Olímpicos de Verão de 2000, realizados em Sydney, na Austrália, onde a Seleção Brasileira terminou na 8.ª colocação.